# Mornand-en-Forez
Pour l’article ayant un titre homophone, voir Mornant.
Mornand-en-Forez  est une commune française située dans le département de la Loire en région Auvergne-Rhône-Alpes, et faisant partie de Loire Forez Agglomération.

## Géographie

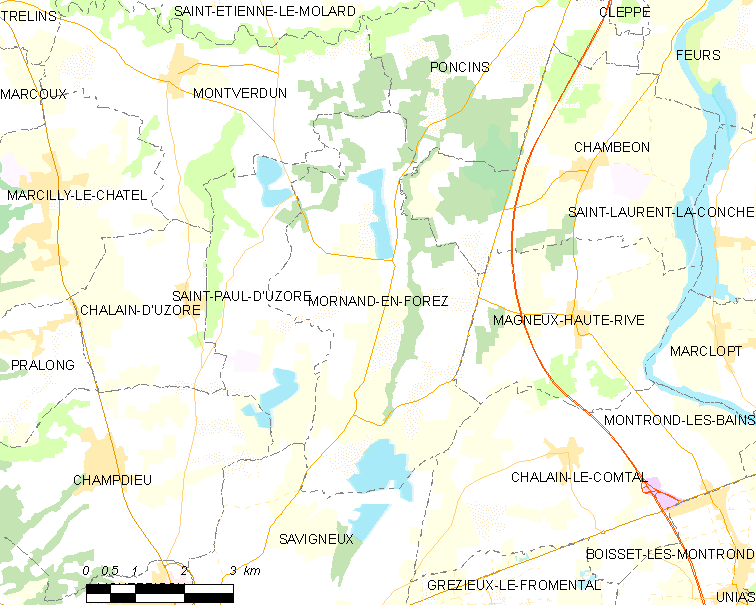
Localisation du village et des communes aux alentours

La forme initiale de l'agglomération, forme commune à la région du Haut-Forez, est celle du croisement de routes aboutissant à un château et son domaine. Une petite rue constituée en lotissement agricole a été formée à l'époque de l’amenée d'eau potable, avant l'époque moderne de l'électricité. Elle est complétée par la zone d'habitation qui se compose d'un nouveau lotissement constitué après 2000. Ceci fait appartenir la très petite commune de forme non étalée mais sans commerces à la zone rurbaine du pôle de Saint-Étienne accessible par autoroute, tout comme l'ensemble des agglomérations en bas de côte du Forez.
| Montverdun         | Poncins          | Chambéon           |
| Saint-Paul-d'Uzore | Mornand-en-Forez | Magneux-Haute-Rive |
|                    | Savigneux        | Chalain-le-Comtal  |

### Climat
Pour des articles plus généraux, voir Climat d'Auvergne-Rhône-Alpes et Climat de la Loire.
En 2010, le climat de la commune est de type climat océanique dégradé des plaines du Centre et du Nord, selon une étude du Centre national de la recherche scientifique s'appuyant sur une série de données couvrant la période 1971-2000. En 2020, Météo-France publie une typologie des climats de la France métropolitaine dans laquelle la commune est exposée à un climat de montagne ou de marges de montagne et est dans la région climatique Nord-est du Massif Central, caractérisée par une pluviométrie annuelle de 800 à 1 200 mm, bien répartie dans l’année.
Pour la période 1971-2000, la température annuelle moyenne est de 10,8 °C, avec une amplitude thermique annuelle de 16,9 °C. Le cumul annuel moyen de précipitations est de 667 mm, avec 8,2 jours de précipitations en janvier et 6,5 jours en juillet. Pour la période 1991-2020, la température moyenne annuelle observée sur la station météorologique de Météo-France la plus proche, « Savigneux », sur la commune de Savigneux à 9 km à vol d'oiseau, est de 11,0 °C et le cumul annuel moyen de précipitations est de 665,4 mm,. Pour l'avenir, les paramètres climatiques de la commune estimés pour 2050 selon différents scénarios d'émission de gaz à effet de serre sont consultables sur un site dédié publié par Météo-France en novembre 2022.

## Urbanisme

### Typologie
Au 1er janvier 2024, Mornand-en-Forez est catégorisée commune rurale à habitat dispersé, selon la nouvelle grille communale de densité à sept niveaux définie par l'Insee en 2022.
Elle est située hors unité urbaine. Par ailleurs la commune fait partie de l'aire d'attraction de Montbrison, dont elle est une commune de la couronne,. Cette aire, qui regroupe 27 communes, est catégorisée dans les aires de moins de 50 000 habitants,.

### Occupation des sols
L'occupation des sols de la commune, telle qu'elle ressort de la base de données européenne d’occupation biophysique des sols Corine Land Cover (CLC), est marquée par l'importance des territoires agricoles (82,6 % en 2018), une proportion identique à celle de 1990 (82,6 %). La répartition détaillée en 2018 est la suivante : 
prairies (38,2 %), terres arables (25 %), zones agricoles hétérogènes (19,4 %), forêts (10,9 %), eaux continentales (6,5 %). L'évolution de l’occupation des sols de la commune et de ses infrastructures peut être observée sur les différentes représentations cartographiques du territoire : la carte de Cassini (XVIIIe siècle), la carte d'état-major (1820-1866) et les cartes ou photos aériennes de l'IGN pour la période actuelle (1950 à aujourd'hui).

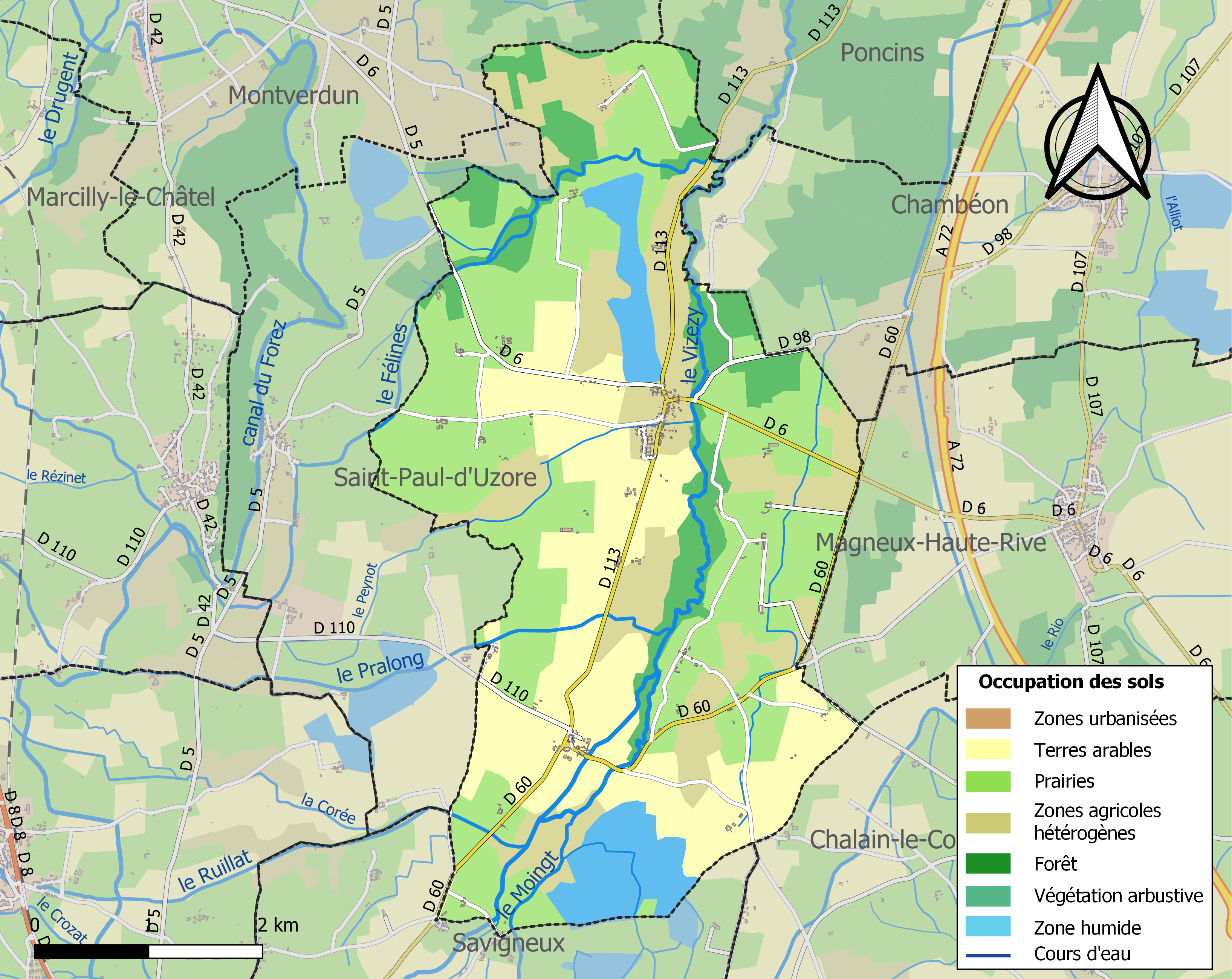
Carte des infrastructures et de l'occupation des sols de la commune en 2018 (CLC).

## Histoire
L'histoire de la commune et de la région est liée à la mise en place par la famille de Curraize du canal du Forez (avec son  pont canal sur la Curraize) pour écouler la production agricole.

La forme actuelle du nom Mornand-en-Forez à partir de Mornand dans sa forme initiale a été établie récemment pour éviter la confusion avec Mornant petite ville proche.

## Politique et administration
| Période                                  | Période  | Identité           | Étiquette | Qualité |
| ---------------------------------------- | -------- | ------------------ | --------- | ------- |
| Les données manquantes sont à compléter. |          |                    |           |         |
| 1900                                     | 1904     | Étienne Le Conte   |           |         |
| 1904                                     | 1912     | Antoine Arbel      |           |         |
| 1912                                     | 1929     | Jules Basset       |           |         |
| 1929                                     | 1940     | Claude de Curraize |           |         |
| 1940                                     | 1944     | Nicolas Roux       |           |         |
| 1945                                     | 1989     | Jean de Curraize   |           |         |
| 1989                                     | 2008     | Joël de Curraize   |           |         |
| 2008                                     | mai 2020 | Gisèle Larue       |           |         |
| mai 2020                                 | En cours | Stéphanie Fayard   | LR        |         |

Mornand-en-Forez faisait partie de la communauté d'agglomération de Loire Forez de 2003 à 2016 puis a intégré Loire Forez Agglomération.

## Démographie
L'évolution du nombre d'habitants est connue à travers les recensements de la population effectués dans la commune depuis 1793. Pour les communes de moins de 10 000 habitants, une enquête de recensement portant sur toute la population est réalisée tous les cinq ans, les populations de référence des années intermédiaires étant quant à elles estimées par interpolation ou extrapolation. Pour la commune, le premier recensement exhaustif entrant dans le cadre du nouveau dispositif a été réalisé en 2006.

En 2022, la commune comptait 426 habitants, en évolution de +5,97 % par rapport à 2016 (Loire : +1,32 %, France hors Mayotte : +2,11 %).
| 1793 | 1800 | 1806 | 1821 | 1831 | 1836 | 1841 | 1846 | 1851 |
| ---- | ---- | ---- | ---- | ---- | ---- | ---- | ---- | ---- |
| 260  | 246  | 190  | 250  | 410  | 390  | 415  | 461  | 449  |

| 1856 | 1861 | 1866 | 1872 | 1876 | 1881 | 1886 | 1891 | 1896 |
| ---- | ---- | ---- | ---- | ---- | ---- | ---- | ---- | ---- |
| 456  | 502  | 490  | 538  | 503  | 577  | 609  | 610  | 612  |

| 1901 | 1906 | 1911 | 1921 | 1926 | 1931 | 1936 | 1946 | 1954 |
| ---- | ---- | ---- | ---- | ---- | ---- | ---- | ---- | ---- |
| 602  | 590  | 592  | 530  | 515  | 453  | 450  | 452  | 426  |

| 1962 | 1968 | 1975 | 1982 | 1990 | 1999 | 2006 | 2011 | 2016 |
| ---- | ---- | ---- | ---- | ---- | ---- | ---- | ---- | ---- |
| 380  | 343  | 323  | 284  | 300  | 294  | 398  | 412  | 402  |

| 2021 | 2022 | - | - | - | - | - | - | - |
| ---- | ---- | - | - | - | - | - | - | - |
| 419  | 426  | - | - | - | - | - | - | - |

## Économie et emploi
L'activité agricole locale est liée aux étangs à vidange triennale. L'activité de poissonnage devenue non rentable économiquement par la prédation naturelle est conservée, elle constitue un fort attrait touristique mis en valeur par le Conseil général. 
L'élevage de chevaux de compétition en trot attelé est propre à cette zone et constitue sa particularité (sa mise en valeur touristique est en fait contraire aux souhaits des éleveurs, les bêtes étant craintives). Un centre de formation sur les métiers du cheval est localisé à Mornand.

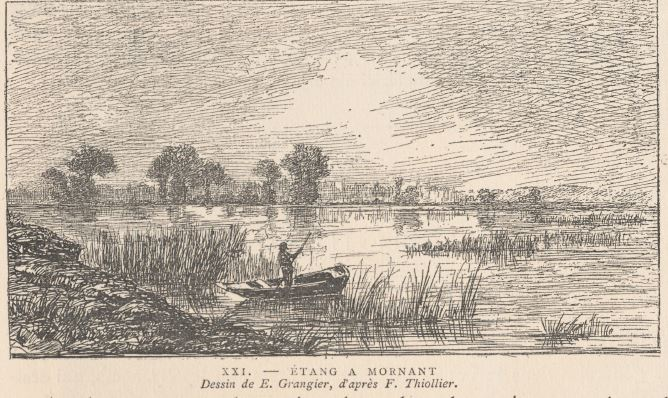
Etang à Mornand, dessin de 1889
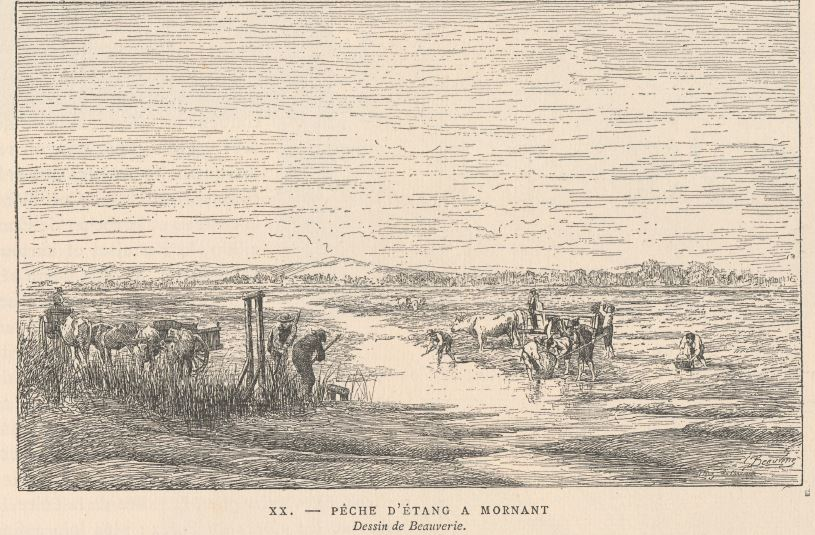
Mornand, pêche d'Etang (dessin de 1889)

## Lieux et monuments
- Église Saint-Isidore et Saint-Roch. Édifice de la fin du XIXe siècle, conçu initialement par l'architecte Étienne Boisson (mort en 1880) et achevé par l'architecte Jean-Baptiste Dulac, bâti à l'emplacement d'une ancienne église dédiée à la Vierge et citée dès 1225[19].
- Monument aux morts en pierre calcaire réalisé par l'architecte François Clermont en 1920[20].

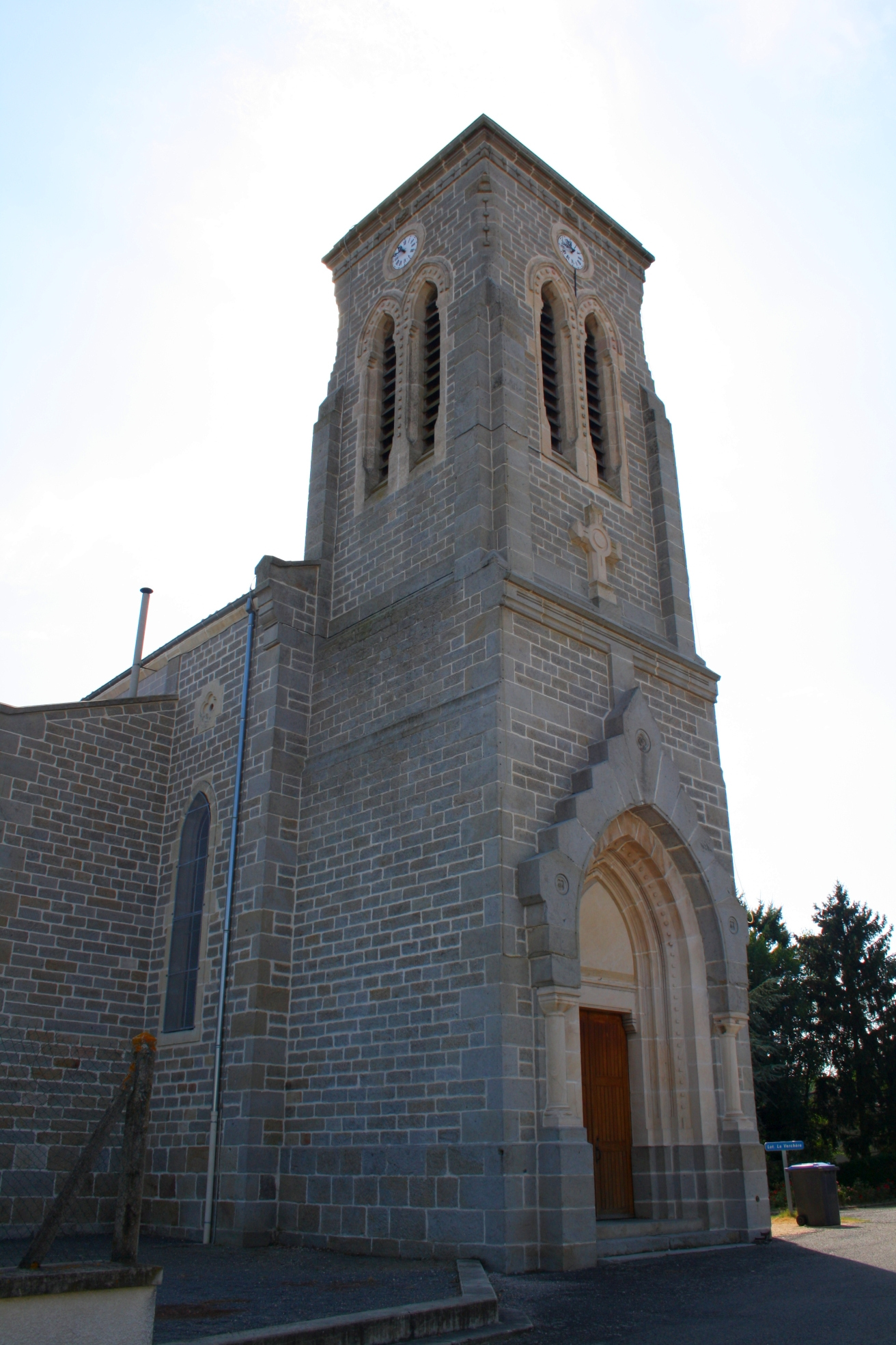
Eglise.
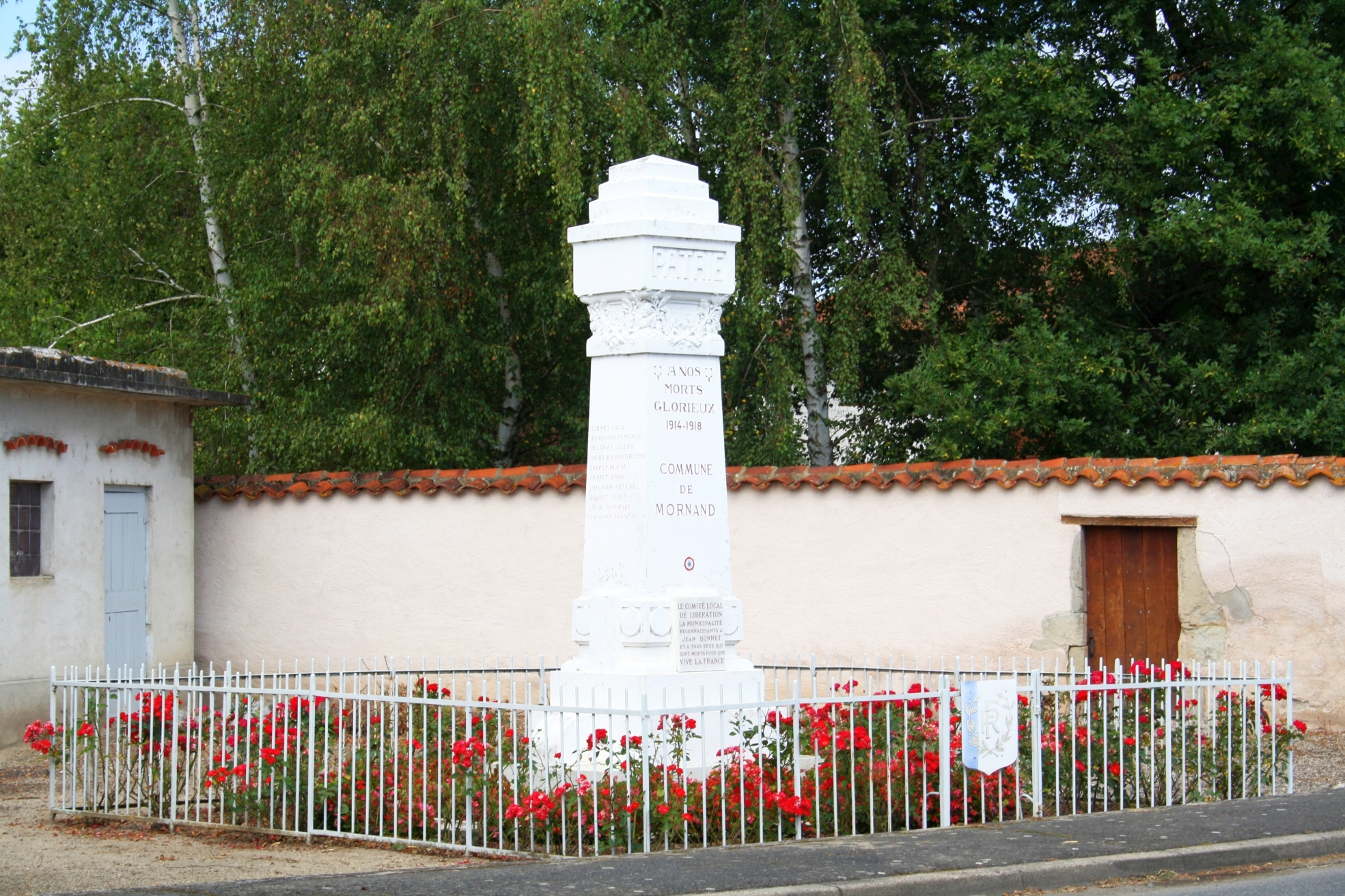
Monument aux morts.